# Othenin de Montbéliard
 (juillet 2024).
Si vous disposez d'ouvrages ou d'articles de référence ou si vous connaissez des sites web de qualité traitant du thème abordé ici, merci de compléter l'article en donnant les références utiles à sa vérifiabilité et en les liant à la section « Notes et références ».
Fils unique de Renaud de Bourgogne, Othenin le "fol" est comte de Montbéliard mais ne put intervenir dans les affaires du comté en raison de sa débilité. Il fut mis sous tutelle de son oncle, Hugues de Chalon, seigneur de Fraisans. Il vécut reclus dans le château de Montfaucon, près de Besançon, jusqu'à son décès.

## Succession
Des Chalon, le comté de Montbéliard fera retour à la famille de Montfaucon par Henri Ier (époux d'Agnès, 3e fille de Renaud). Othenin meurt en 1338. Il sera inhumé à l'église Saint-Maimbœuf de Montbéliard. Par l'Empereur Louis IV du Saint-Empire, Henri Ier reçut officiellement l'investiture du Montbéliard en 1339.